# Belgio ai XV Giochi olimpici invernali
Il Belgio partecipò ai XV Giochi olimpici invernali, svoltisi a Calgary, Canada, dal 13 al 28 febbraio 1988, con una delegazione di 1 atleta impegnati in una disciplina.